# ان‌جی‌سی ۱۷۸۳
ان‌جی‌سی ۱۷۸۳ (انگلیسی: NGC 1783) (که همچنین با نام ESO 85-SC29 شناخته می‌شود) یک خوشه ستاره‌ای کروی در صورت فلکی ماهی زرین و بخشی از ابر ماژلانی بزرگ، یک کهکشان کوتوله اقماری در کهکشان راه شیری است. در دیافراگم ۵۰ ثانیه قوسی، قدر ظاهری باند V آن ۱۰٫۳۹ است، که آن را به یکی از درخشان‌ترین خوشه‌های کروی در LMC آنگونه که از زمین مشاهده می‌شود، تبدیل می‌کند. در سال ۱۸۳۵ توسط جان هرشل کشف شد. گردآورندهٔ کاتالوگ عمومی جدید، جان لوئیس امیل درایر، این خوشه را به‌عنوان «به گونهٔ قابل توجهی روشن، بزرگ، کروی، بسیار تدریجی وسط بسیار روشن‌تر، خالدار اما حل نشده» توصیف کرده‌است.
ان‌جی‌سی ۱۷۸۳ حدود ۱٫۷ میلیارد سال قدمت دارد. جرم تخمینی آن ۹٫۸×104 M☉، و درخشندگی کل آن ۳٫۷۷×105 L☉ است که منجر به نسبت جرم به درخشندگی 0.26 M☉/L☉ می‌شود. همه خوشه‌های ستاره ای مساوی و قدیمی تر نسبت جرم به درخشندگی بالاتری دارند؛ یعنی برای یک جرم درخشندگی کمتری دارند.